# Алікорто тайванський
Аліко́рто тайванський (Brachypteryx goodfellowi) — вид горобцеподібних птахів родини мухоловкових (Muscicapidae). Ендемік Тайваню. Раніше вважався підвидом сизого алікорто, однак був визнаний окремим видом за результатами молекулярно-генетичного дослідження, опублікованими в 2018 році.

## Поширення і екологія
Тайваньські алікорто є ендеміками Тайваню. Вони живуть у гірських і рівнинних вологих тропічних лісах і чагарникових заростях.

## Поведінка
Тайваньські алікорто ведуть прихований спосіб життя, ховаючись в густому підліску. Вони живляться комахами та іншими безхребетними, а також ягодами, насінням, бруньками і пагонами. Гніздо робиться зі стебел трави і моху, розміщується в густих чагарниках.

## Збереження
МСОП класифікує цей вид як такий, що не потребує особливих заходів зі збереження. За оцінками дослідників. популяція тайваньських алікорто становить від 20 до 200 тисяч птахів.